# 町人
町人是日本江戶時代一種社会阶层，他們主要是商人，部分是工匠以及從事工業的人。町人在江戶幕府的士農工商身份制度下是最低的兩級，但是憑著商業買賣以及獨有工作技能，部份町人的財力高於武士階層的大名。江戶時代中期，町人開始形成獨特的文化，例如元祿文化及化政文化；此外，町人可以在町內（一般是城下町）擁有自治權。町人包括了富有的金融家與批發商，也包含了窮困的工匠、商販及零工。
武士十分歧視商人。戴季陶《日本論》中有一個字眼「町人根性」，是武士罵商人時說的，意思是：町人好計算、短視、貪心、性格下三流。

## 照片

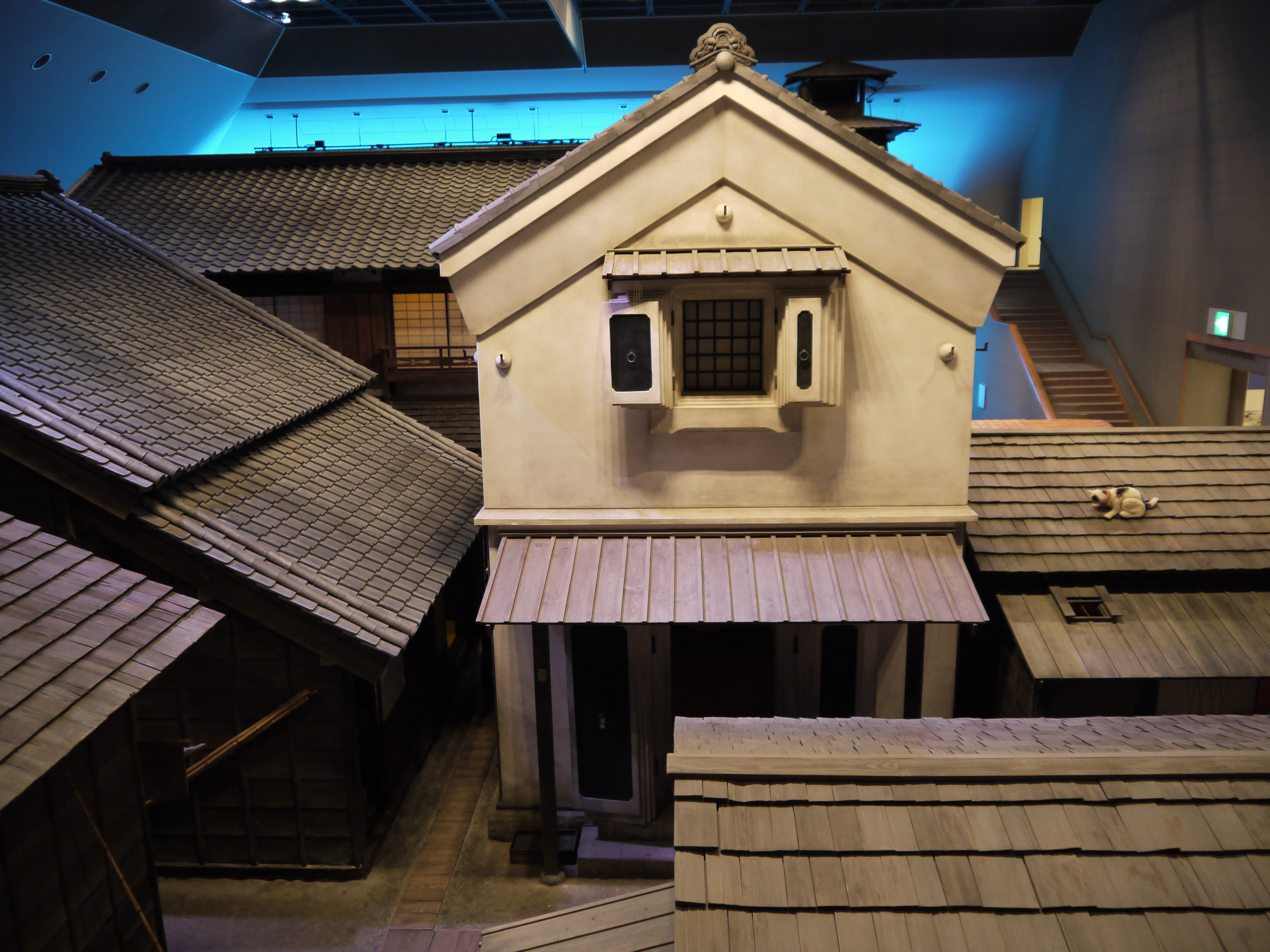
商人街
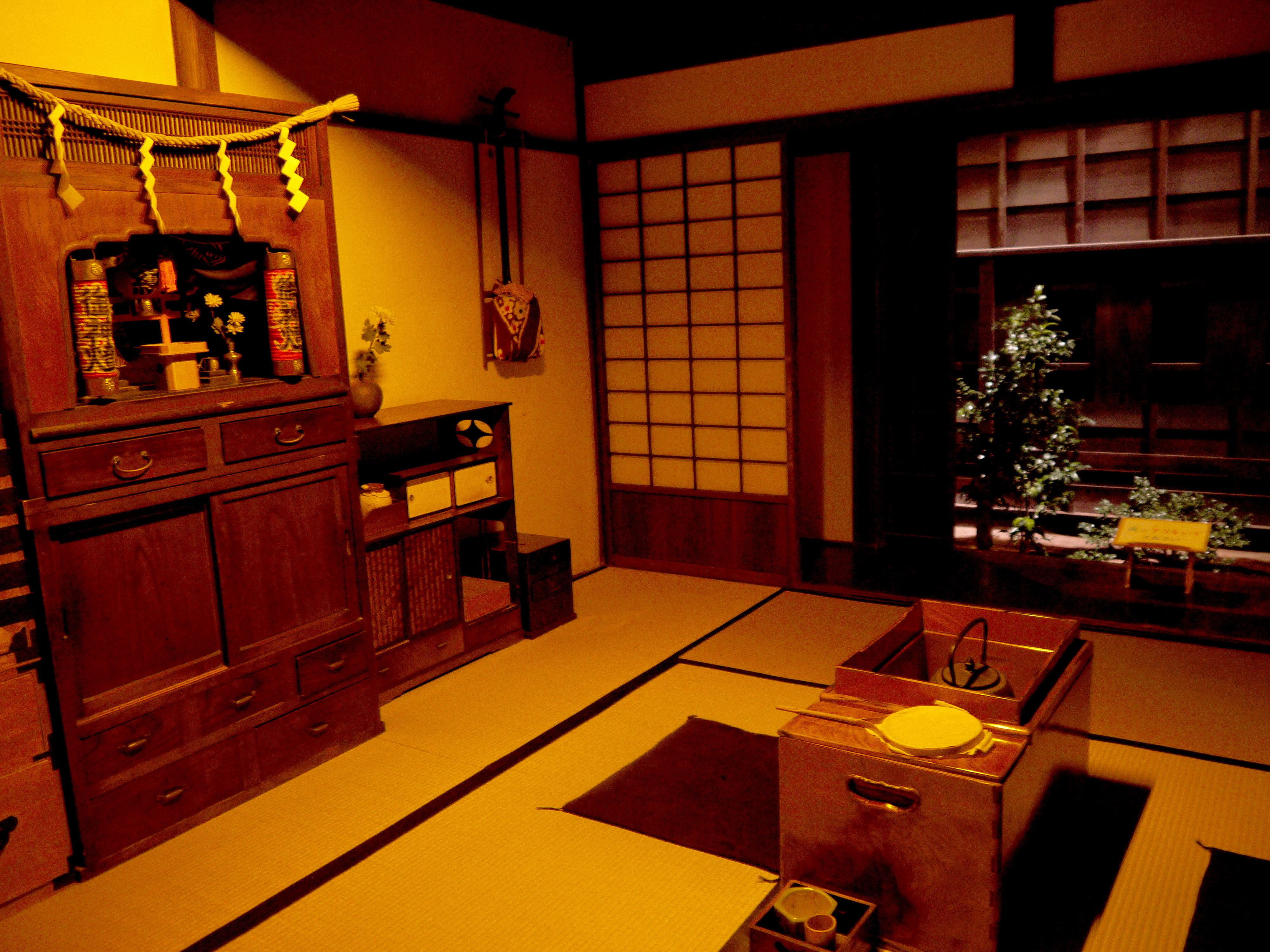
商人的家
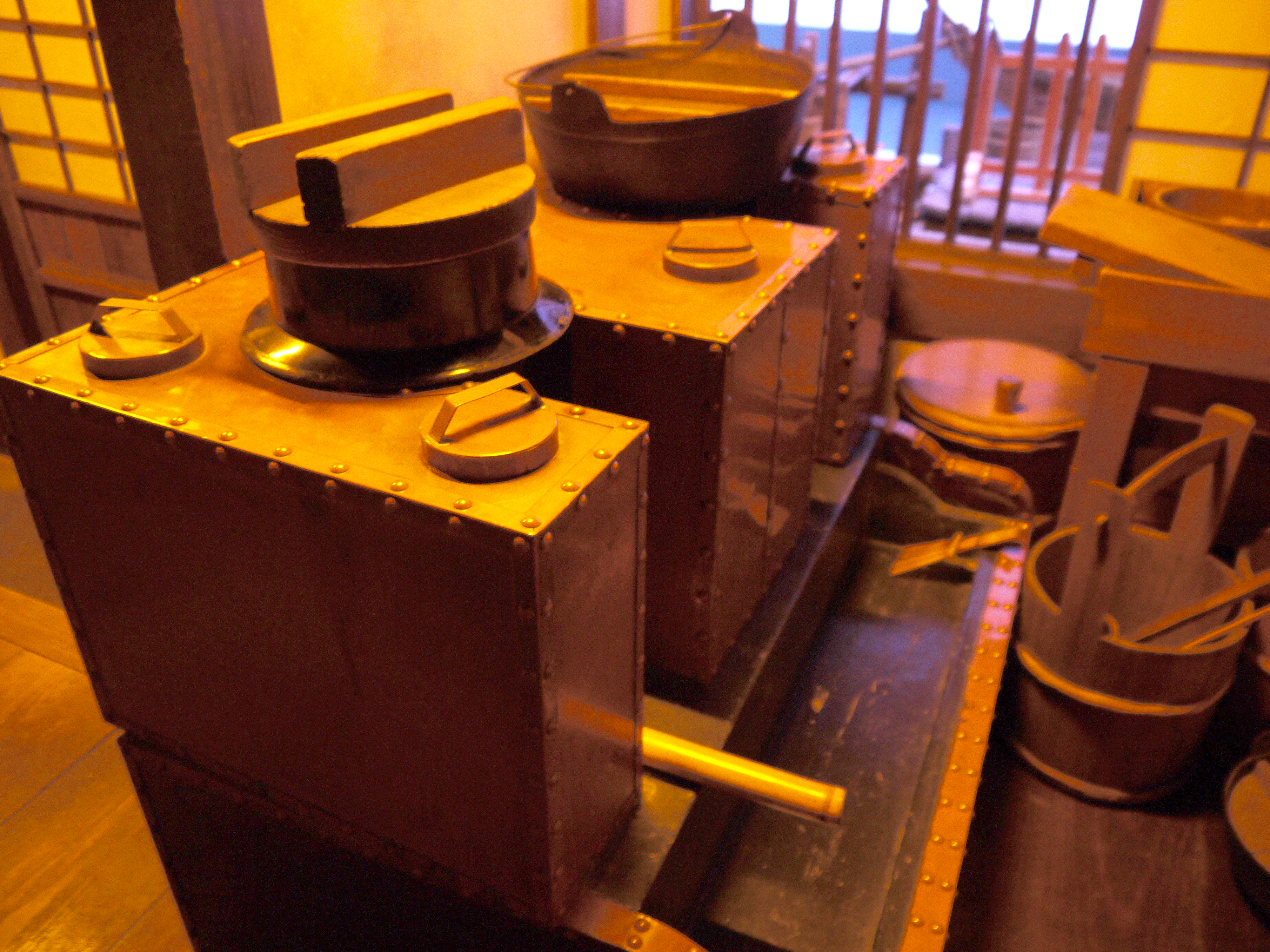
商人的廚房
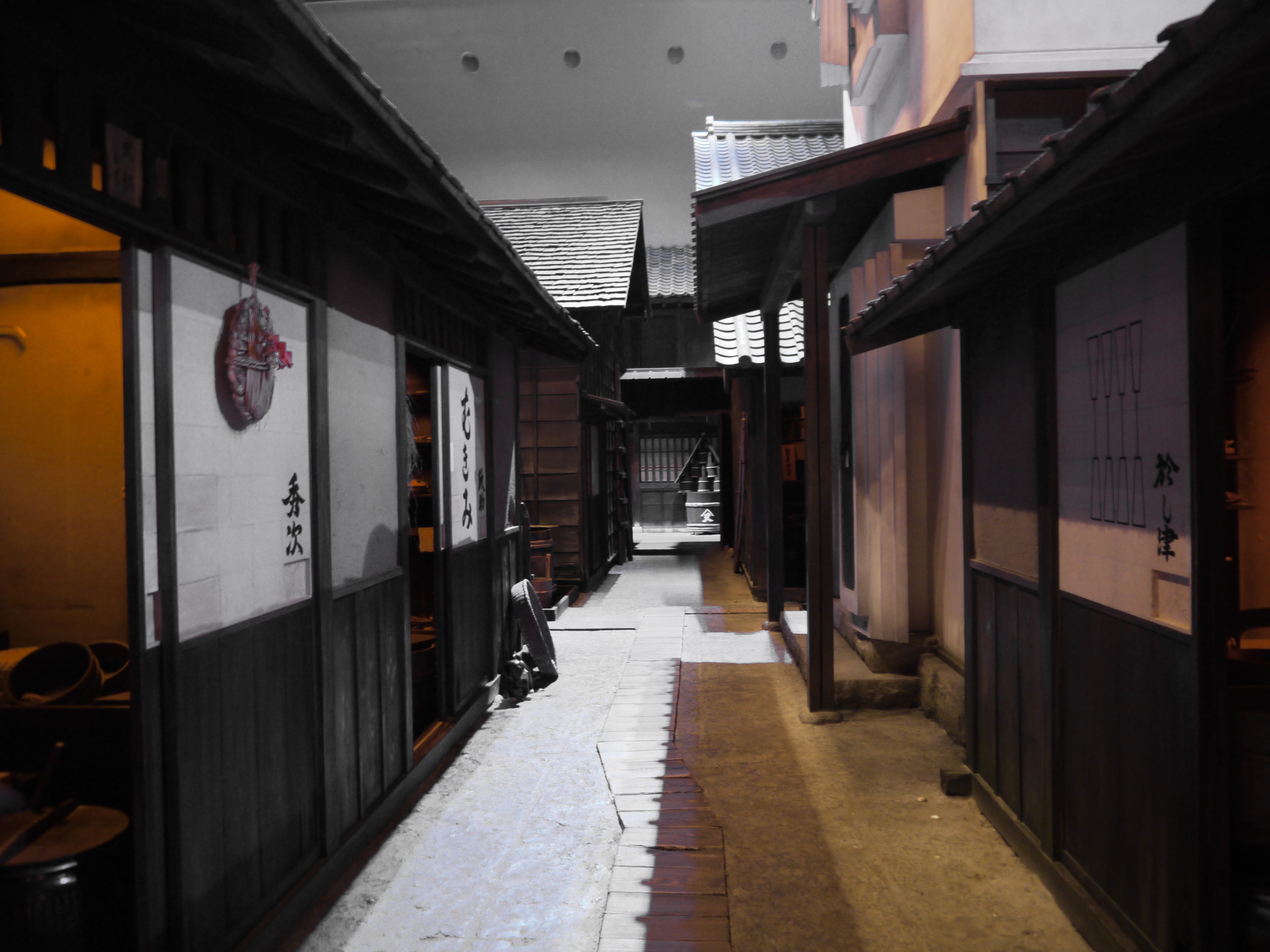
手藝人的公寓